# Olib (Zadar)
Olib je jedino naselje na otoku Olibu u Jadranskom moru.

## Smještaj
Naselje Olib se nalazi u središnjem dijelu istoimenog otoka, na mjestu gdje je otok najuži. Smješten je na zapadnoj obali, s pogledom prema susjednoj Silbi.
Po postanku to nije jedinstveno naselje već se ono sastojalo od više zaseoka koji su postupno, kroz stoljeća, srasli u jedno naselje. Nekada su na otoku bila i druga, manja naselja, ali je danas Olib jedino naselje na otoku.
Olib je naselje disperzivnog tipa.
Olib je dio Grada Zadra i Zadarske županije.

## Povijest
Već u prvim godinama nove ere povjesničar antičke Grčke Strabon spominje današnji Olib odnosno naselje Aloip. Prvobitno naselje Aloip se nalazilo na uzvisini Gradina. I položaj i naziv lokaliteta Gradina upućuju da je to naselje postojalo još u doba Ilira tj. Liburna, pretpovijesne kulture željeznog doba. Osim toga, na naseljenost otoka Liburnima upućuju i drugi toponimi (Gradina Petrova, Zagradina), grobni humci (Garkova gomila) te niz tumulusa na lokalitetu Sambore i Pasje gomile. Očito su Liburni odabrali za stvaranje naselja najuži dio otoka na kojem je i danas naselje Olib. Glavni razlog tome bio je blizina obje strane otoka, luke Olib na zapadnoj te luke Samotvorac na istočnoj strani otoka.
U vrijeme rimske vladavine nastaje novo naselje Aloip na poluotočiću Arat na jugu otoka koji zatvara uvalu Svetog Nikole. Tu je pronađeno puno liburnske i romanske keramike, a kasnije to naselje spominje i Konstantin VII. Porfirogenet. U obližnjoj uvali Banjve pronađeni su ostaci rimskog veleposjeda iz 1. st. po. Kr., groblje iz 4. st. te ostaci nekakve obrambene građevine vjerojatno iz doba nakon Pax Romana-e.
I na sjeverozapadnoj strani otoka, na lokalitetu Mirine su pronađeni ostaci građevina te novac iz 6. st. Moguće je da se radi o villi rustici.
Nije isključeno da je istovremeno na otoku u to antičko doba bilo više naseobina pa čak i da su istovremeno postojali stari i novi Aloip.
Hrvati naseljavaju otok postupno, od sredine 7. do kraja 8. st. na što upućuju brojni toponimi romanskog porijekla, ali i hrvatsko nazivlje za neke zatečene objekte. U vrijeme nesigurnog Srednjeg vijeka život se zadržao samo uz Gradinu, osim nekoliko vjerskih objekata izvan tog središnjeg dijela otoka. To su bili starokršćanski samostan sv. Ante Opata u uvali Banjve koji se zadržao sve do početka 19. st., crkvica i groblje Svetog Nikole u istoimenoj uvali te crkvica Svetog Ivana u sjevernom dijelu otoka.
Kroz stoljeća su na središnjem dijelu otoka, oko Gradine, nastali odvojeni zaseoci. U vrijeme mletačke uprave, od 1409. g. do 17. st. otok je više puta bio iznajmljivan zadarskom plemstvu. Natpis kraj tadašnje župne crkve Svete Stošije ukazuje da su 1476. g. na otok doselili izbjeglice pred Turcima iz Vrlike pod vodstvom Jure Cetinjana. U 16. st. izgrađen je Kaštel, kula za obranu otoka od gusara i pirata. Početkom 17. st Mletačka Republika prodala je otok zadarskoj plemićkoj obitelji Lantana koja ga je kasnije preprodala, a Olibljani su se oslobodili kmetstva otkupivši otok od vlasnika Filipija 1900. g.
U 20. st. Olib je kao dio istočnojadranske obale bio željom talijanskih iredentista za širenjem Kraljevine Italije. Iako je, za razliku od matičnog Zadra, između dva svjetska rata ostao dijelom Hrvatske tj. Kraljevine SHS, bio je na rubu države i potpuno zapostavljen. Zbog toga se proces iseljavanja Olibljana, koji je započeo već prije Prvog svjetskog rata nastavio te je trajao još i nakon Drugog svjetskog rata. Depopulacija odnosno masovno iseljavanje i deagrarizacija najznačajniji su događaji koji su u 20. st. nepovratno pogodili otok. Unatoč razvoju turizma, zbog nepovoljne dobne strukture stanovništva Oliba, izumiranje naselja je neizbježno.

## Stanovništvo
Prema popisu stanovništva iz 2011. godine, naselje je imalo 140 stanovnika.
| broj stanovnika | 1195  | 1297  | 1256  | 1371  | 1495  | 1331  | 1331  | 1128  | 914   | 805   | 585   | 569   | 226   | 714   | 147   | 140   | 117   |
|                 | 1857. | 1869. | 1880. | 1890. | 1900. | 1910. | 1921. | 1931. | 1948. | 1953. | 1961. | 1971. | 1981. | 1991. | 2001. | 2011. | 2021. |

U Olibu je prema popisu stanovnika iz 2001. g. živjelo 147 stanovnika.
Tadašnjih 147 stanovnika predstavlja samo 9,8 % nekadašnjeg broja stanovnika.
Mjesto Olib zahvaćeno je neprekidnom depopulacijom već više od sto godina, a u nekim periodima, npr. 1950-ih i 1970-ih godina, ta je depopulacija izrazita.
Do depopulacije je na Olibu došlo zbog dugotrajnog iseljavanja stanovništva i to u prvom redu mladog stanovništva. Time je na otoku gotovo nestalo stanovništva iz „reproduktivne dobne skupine“ zbog čega se depopulacija nastavila i nakon što je smanjen ili zaustavljen proces iseljavanja.
Tijekom druge polovine 19. st. broj stanovnika postupno je rastao, s 1195 stanovnika 1857. g. na 1495 stanovnika 1900. g. Te godine postignut je ujedno i najveći broj stanovika. Crkveni podaci su bitno drukčiji i prema njima je Olib imao najviše žitelja 1913. g. – čak 2030. U svakom slučaju početkom 20. st. počinje dugi period masovnog iseljavanja Olibljana u prvom redu u prekomorske zemlje, najviše u SAD i Argentinu.  Tako je 1931. g. popisano 1128 stanovnika, 1953. g. 805 stanovnika.
Iseljavanje se nastavilo i nakon Drugog svjetskog rata, ali ne samo u prekomorske zemlje nego i u zapadnu Europu te u neke gradove, prvenstveno Zadar. Međutim, upravo u tom periodu dolazi do najvećeg pada broja stanovnika, ali ne toliko zbog tadašnjeg iseljavanja koliko zbog činjenice da je masovno iseljavanje iz prethodnih desetljeća dovelo do toga da je mortalitet postao veći od nataliteta. Tako se poklopilo razdoblje iseljavanja i negativnog prirodnog priraštaja, a što je rezultiralo naglim padom sveukupnog broja stanovnika. Na taj drugi razlog ukazuje i činjenica da je 1950-ih smatrano da u svijetu živi oko 6000 Olibljana, ali od čega 2000 onih koji su rođeni na Olibu, a čak 4000 njihovih potomaka. Od 1953. g. do 1961. g. broj stanovnika pao je s 805 na 585. Novi veliki pad bio je između popisa 1971. g. (569 stanovnika) i 1981. g (226 stanovnika).
Iako je podatak o 714 žitelja iz 1991. g. službeni, on nije točan jer se u stanovništvo pribrojilo i Olibljane koji su živjeli u inozemstvu. Te je godine na Olibu živjelo 168 stanovnika.
Posljednjih dvadesetak godina iseljavanje se uglavnom zaustavilo, ali ne i potpuno jer s otoka odlazi upravo mladi dio stanovništva koji je jedini sposoban za prirodno povećanje i obnovu žiteljstva. Štoviše, u posljednjih se desetak godina na otok doselilo i 40 osoba, od čega 12 iz Bosne i Hercegovine (izbjeglice i prognanici) te 8 iz Zadra (zapravo umirovljenici podrijetlom s Oliba), ali i nekoliko iz kontinentalne Hrvatske. Međutim, dobna struktura preostalih 147 stanovnika je takva da je nemoguć preokret prirodnog kretanja broja stanovnika i bez doseljavanja mlađeg stanovništva Olib će u budućnosti kao naselje izumrijeti.

## Gospodarstvo
U Prostornom planu Zadarske županije iz 2001. g. Olib se smatra područjem s izrazitim nazadovanjem u razvitku. Do toga su doveli snažna deagrarizacija i depopulacija.
Olibljani su oduvijek bili težaci što znači da su se bavili prvenstveno maslinarstvom, vinogradarstvom, ratarstvom i stočarstvom. Za razliku od njih stanovnici susjednih Silbe i Premude više su bili orijentirani na more odnosno pomorstvo i ribarstvo. Razlog tome je vjerojatno u činjenici što je Olib bitno veći od spomenutih otoka i ima znatno više obradivih površina. Nekada je važna djelatnost bila i izvoz drvne mase, hrasta crnike, naročito u talijanske gradove na obali Jadrana.
Posljednjih desetljeća je važnost maslinarstva i vinogradarstva pala te su obradive površine uglavnom zapuštene. Nekad važno stočarstvo i proizvodnja sireva su gotovo potpuno nestali. Najviše je do toga dovelo izrazito iseljavanje mladog stanovništva.
Istovremeno sa slabljenjem djelatnosti primarnog sektora raste važnost djelatnosti tercijarnog sektora, prvenstveno turizma. Međutim, turizam je na Olibu prisutan samo u vidu smještajnih kapaciteta; nema hotela, kampova i razvijenije turističke ponude. Ipak i taj manji broj apartmana predstavlja važan izvor zarade velikom broju lokalnog stanovništva.
Zbog toga se Olib bitno razlikuje ljeti od većine jadranskih otoka, umjesto velikog broja posjetitelja i masovnog turizma, Olib i ljeti djeluje mirno, a većinu posjetitelja čine iseljenici s Oliba.

## Povezanost
Otok je povezan s kopnom (Zadar) svakodnevnim trajektnim ili katamaranskim linijama.
Osim sa Zadrom povezan je i s Malim Lošinjom te okolnim otocima (Silba, Premuda.). Neko vrijeme je postojala katamaranska linija koja ga je povezivala i s Rijekom, Rabom, Pagom, ali je ona ukinuta. Na otok nije dozvoljen dolazak automobilom.

## Znamenitosti
- Prirodna zanimljivost na Olibu je ponikva Cukrov dolac na južnom dijelu otoka, ograđena masovnim suhozidima i brojnim stubištima djeluje poput amfiteatra
- Odlično sačuvana kula Kaštel kraj luke Olib izgrađena u 16. st.
- Ostaci starokršćanskog samostana svetog Antuna Opata u uvali Banjve na jugu otoka
- Ostaci crkve svetog Ivana na sjeveru Oliba
- Stara župna crkva svete Stošije izgrađena 1632. g., obnovljena 1868. g. U župnom dvoru se čuva zbirka starina s glagoljaškim kodeksima i etnografskim naslijeđem
- Nova župna crkva Uznesenja Blažene Djevice Marije izgrađena 1899. g.
- Crkva svetog Roka izgrađena 1881. g. istočno od naselja Olib na putu prema lučici Smatvorac.
- Crkva svetog Nikole izgrađena 1888. g. pokraj lučice u istoimenoj uvali na jugozapadnom dijelu otoka.

## Poznate osobe
- Dr. Vinko Pulišić (1853. – 1936.), šibenski biskup (1904. – 1910.), zadarski nadbiskup (1910. – 1922.)
- Msgr. Milivoj Bolobanić (1937.-), svećenik, egzorcist

## U popularnoj kulturi
Popularni pjevač zabavne glazbe Darko Domijan 1982. g. izdaje hit "Na Olibu koliba".

## Vanjske poveznice
- Stranica Turističke zajednice Grada Zadra o Olibu  Arhivirana inačica izvorne stranice od 8. rujna 2011. (Wayback Machine)

|  | Portal Hrvatske: pristup člancima s tematikom o Hrvatskoj |